# Lappula zaissanica
Lappula zaissanica är en strävbladig växtart som först beskrevs av Aralbaev, och fick sitt nu gällande namn av N.K. Aralbaev. Lappula zaissanica ingår i släktet piggfrön, och familjen strävbladiga växter. Inga underarter finns listade i Catalogue of Life.